# The Band Perry (album)
The Band Perry è il primo ed eponimo album in studio del gruppo di musica country statunitense The Band Perry, pubblicato nell'ottobre 2010.

## Tracce
1. You Lie – 3:36
2. Hip to My Heart – 3:00
3. If I Die Young – 3:44
4. All Your Life – 3:52
5. Miss You Being Gone – 2:56
6. Double Heart – 3:38
7. Postcard from Paris – 3:36
8. Walk Me Down the Middle – 4:01
9. Independence – 3:37
10. Quittin' You – 3:20
11. Lasso – 4:25